# Berg (slott)
Berg är ett slott i Luxemburg. Det ligger i den centrala delen av landet, 23 kilometer norr om huvudstaden Luxemburg. Slottet ligger 230 meter över havet.